# 田端機械工業
田端機械工業株式会社（たばたきかいこうぎょう）は、東京都北区にあるプラスチックやフッ素樹脂加工機械のメーカーである。

## 概要
1954年設立。射出成形機、押出機などのプラスチック加工機械のメーカーとして発展してきたが、近年ではフッ素樹脂、特にPTFEの加工装置では国内トップメーカーの位置を得ている。
また、プラスチック加工機械部品の固着ポリマー洗浄除去装置やプラスチック加工プロセスから発生する臭気や有害ガスを除去する脱臭装置なども開発している。

## 所在地
東京都北区東田端1-6-2

## 主要製品
- 射出成形機
  - プランジャー式小型射出成形機（縦型）
  - スクリュー式小型射出成形機
- 押出機
  - 単軸、二軸押出機
  - ペレタイザ
- フッ素樹脂加工装置
  - PTFEペースト押出機 - チューブ、ロッド、電線被覆等
  - PTFEラム押出機
  - PTFEディスパージョン成形装置 - ガラスクロース被覆装置、超薄肉電線被覆装置
- 固着ポリマー洗浄除去装置
  - クリーンショット
- 脱臭装置
  - 触媒燃焼法脱臭装置